# The Blind Leading the Blind
The Blind Leading the Blind (укр. Сліпий веде сліпого) — другий студійний альбом українського метал-гурту «1914». Альбом вийшов 11 листопада 2018 на лейблах Archaic Sound та Redefining Darkness.

## Про альбом
У жовтні 2017 стало відомо, що гурт працює над новим альбомом, який продовжуватиме тематику дебютного повноформатника, а саме протистояння імперій на Західному фронті Першої світової війни.
Напередодні виходу альбому у одному з інтерв'ю Дмитро Кумар заявив, що хоче від релізу альбому «…щоб люди зрозуміли, що ми хотіли їм сказати, щоб вони почули цей пласт історії, який мені особисто цікаво до них донести». Також, у іншому інтерв'ю Дмитро казав, що шукав натхнення для нових пісень відвідуючи багато місць бойових дій часів Першої світової війни.
Альбом побачив світ 11 листопада 2018. Вихід альбому присвячено сторіччю з Дня перемир'я, який ознаменував закінчення Першої світової війни.
31 травня 2019 альбом було перевидано на лейблі Napalm Records.

### Музичні відеокліпи
Гурт випустив ліричне відео на пісню «Arrival. The Meuse-Argonne» 3 квітня 2019 та офіційний музичний відеокліп на композицію «C'est mon dernier pigeon» 9 травня 2019.

### Обкладинка
Обкладинка альбому є алюзією на картину Пітера Брейгеля Старшого «Притча про сліпих» (яку також іноді називають «Сліпий веде сліпого»). На обкладинці зображено, як сліпі солдати різних армій йдуть слідом за Смертю.

## Список композицій
| #                          | Назва                                        | Тематика | Тривалість |
| -------------------------- | -------------------------------------------- | --- | ---------- |
| 1.                         | «War In»                                     | уривок пісні «Your King and Country Want You" у виконанні Гелен Кларк, яка використовувалась для вербування людей у британську армію                                                         | 1:14       |
| 2.                         | «Arrival. The Meuse-Argonne»                 | про Мез-Аргоннську операцію | 6:20       |
| 3.                         | «A7V Mephisto»                               | про перший танк Німецької імперії, який випустили наприкінці Першої світової війни, відомий також як Sturmpanzerwagen A7V; назва пісні — модель та найменування єдиного вцілілого екземпляра | 8:13       |
| 4.                         | «High Wood. 75 Acres of Hell»                | про атаки на Гай-Вуд під час Битви на Соммі | 5:27       |
| 5.                         | «Beat the Bastards» (переспів The Exploited) | | 5:02       |
| 6.                         | «Hanging on the Barber Wire»                 | солдатська пісня із польових записів, виконувана на похідному марші | 2:28       |
| 7.                         | «Passchenhell» (за участю Девіда Інґрама)    | про Битву біля Пашендейла | 7:01       |
| 8.                         | «C'est mon dernier pigeon»                   | про відчайдушність оборонців Форту Во під час Верденської битви | 5:22       |
| 9.                         | «Stoßtrupp»                                  | назва пісні — німецьке слово, яке застосовується для означення німецьких ударно-штурмових загонів                                                                                            | 6:13       |
| 10.                        | «The Hundred Days Offensive»                 | про Стоденний наступ союзних військ Антанти | 10:01      |
| 11.                        | «War Out»                                    | уривок пісні «Pack Up Your Troubles in Your Old Kit-Bag» у виконанні Рейнольда Верренрата, яка використовувалась для похідних маршів                                                         | 1:55       |
| Загальна тривалість: 59:16 |                                              | |            |

## Цікаві факти
У композиції «Stoßtrupp» використовується аудіо уривок з фільму «На Західному фронті без змін» 1979 року виходу, а у пісні «The Hundred Days Offensive» також використовується аудіо уривок з фільму «На Західному фронті без змін», але версії 1930 року.

## Учасники запису
У записі альбому взяли участь:

### 1914
- 2-га дивізія, 147-й піхотний полк, оберлейтенант Дітмар Кумарберг (справжнє ім'я — Дмитро Кумар) — спів;
- 37-ма дивізія, 73-й полк польової артилерії, вахмістр Ліам Фессен (справжнє ім'я — Олексій Фісюк) — гітара;
- 5-та дивізія, 3-й уланський полк, сержант Віталіс Вінкельгок (справжнє ім'я — Віталій Виговський) — гітара;
- 9-та дивізія, 7-й гренадерський полк, унтерофіцер Армін фон Гайнессен (справжнє ім'я — Армен Оґанесян) — бас-гітара;
- 33-я дивізія, 7-й тюрингійський піхотний полк, єфрейтор Расті Потоплахт (справжнє ім'я — Ростислав Потопляк) — ударні.

### Запрошені музиканти
- Девід Інґрам[en] — додатковий спів у пісні «Passchenhell».